# 葵扇

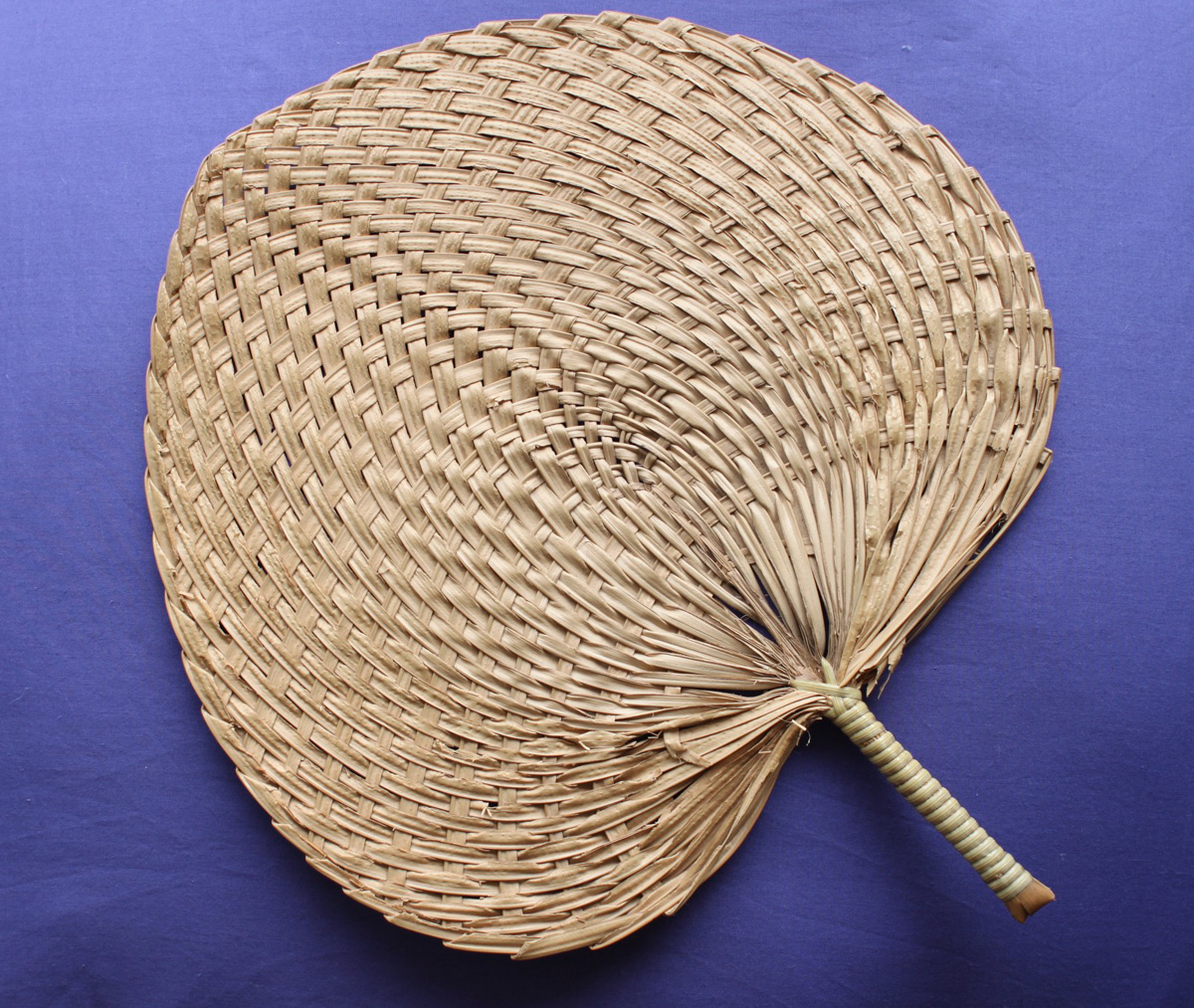
葵扇

葵扇（きせん、クイシャン、拼音: kuíshàn）、あるいは、蒲扇（がまおうぎ）は、ビロウ（蒲葵：ほき）を用いて作ったうちわで、バショウ（芭蕉）の葉に形状が似ることから、芭蕉扇（ばしょうせん）とも称される。ただし、「芭蕉扇」は、バショウの葉で作った扇を指すこともある。

## 概要
ビロウは、熱帯や亜熱帯に見られる多年生の常緑喬木で、葵扇はその葉を加工して作成される。『晋書』謝安伝には、東晋の大臣であった謝安（320年-385年）のもとに、退官して中宿県（現在の広東省清遠市）にいた同郷の人が都の建康（現在の南京市）へ訪ねてきた際、5万本もの葵扇を持ってきたと記されている。謝安がそのうちの1本を手に取り、自分用として常に手にして扇いでいたところ、少なからぬ人々が争ってこれを真似たという。広東省新会（現在の江門市新会区）は、「葵扇の郷（葵扇之乡）」と称されており、この地で生産される葵扇は、特に明代に盛んになり、中国の内外に売りさばかれた。
葵扇の原材料となるビロウは、栽培や収穫の方法に違いによって、三旗、長柄、生筆の3種類に分けられる。一般的な葵扇に用いられるビロウの葉は、切り取り、漂白した後、炙ったり蒸したりしながら編み上げ、さらに縫製して作成されるが、種類も多く、如牛心扇、鶏心扇、玻璃扇、火画扇など、百種類以上の形態がある。また同じ形でも大きさによって、大号扇、中号扇、幼中扇、幼小扇などと呼び分けることもある。

## 文化
演劇の中では、仲人役の女性は大きな葵扇を持っているのが約束事となっているので、粤語には「撥大葵扇（大きい芭蕉扇を扇ぐ）」という表現があり、男女の仲を取り持って縁組させることを意味している。